# ویلیام فیلیپس
ویلیام فیلیپس (انگلیسی: William Phillips) کارگردان فیلم و فیلم‌نامه‌نویس اهل کانادا است. وی دانش‌آموختهٔ دانشگاه‌های تورنتو و رایرسون است.
از فیلم‌ها یا مجموعه‌های تلویزیونی که وی در آن‌ها نقش داشته‌است، می‌توان به فول‌پروف اشاره نمود.